# توبياس كنوفلاش
توبياس كنوفلاش (بالألمانية: Tobias Knoflach) (30 ديسمبر 1993 بفيينا في النمسا - ) هو لاعب كرة قدم نمساوي في مركز حراسة المرمى. لعب مع رابيد فيينا ونادي فلوريدسدورفر ‏.

## وصلات خارجية
- توبياس كنوفلاش على موقع قاعدة بيانات كرة القدم.إي يو (الإنجليزية)
- توبياس كنوفلاش على موقع Soccerway.com (الإنجليزية)
- توبياس كنوفلاش على موقع عالم كرة القدم.نت (الإنجليزية)
- توبياس كنوفلاش على موقع AS.com (الإسبانية)